# Dreherův pivovar
Dreherův pivovar (též Společenský pivovar či Exportní pivovar, německy Saazer Genossenschaft Brauerei) je bývalý průmyslový podnik v Žatci (okres Louny, Ústecký kraj).

## Dějiny pivovaru
O výstavbě výrobního areálu, který je stavebně zachován téměř v autentické podobě, bylo rozhodnuto v roce 1898, kdy byla utvořena místními podnikateli společnost k jeho založení. Projekt byl vypracován Aloisem Dautem, architektem a městským stavitelem Žatce. Na výstavbě moderního průmyslového závodu se společně s ním podíleli také žatečtí stavitelé Johan Salomon a Josef Petrovský. Roku 1926 byla provedena firmou J. Gregora poslední dostavba ležáckých sklepů.
Velký exportní pivovar Antona Drehera v Žatci se ve své době řadil k největším a nejmodernějším pivovarům v Rakousko-Uhersku. Vařila se zde piva pod značkou Urstoff (Pratok) a Svatý Hubert. Hlavní vývoz směřoval do Německa a Ameriky. Výroba piva v pivovaru skončila roku 1948.
Od padesátých let fungoval v části objektu žatecký závod národního podniku Severočeské konzervárny. Vyráběly se zde mošty, ovocné šťávy a vína. Od devadesátých let jsou budovu využívány k různým podnikatelským účelům. Všechny objekty včetně původního oplocení jsou od roku 2015 památkově chráněny. V roce 2018 se věci kolem obnovy Dreherova pivovaru daly do pohybu, město Žatec zajistilo odkup podstatné části objektů a zdá se, že se podaří najít vhodného investora i nové účelné využití areálu.

## Popis areálu
Rozlehlý areál se skládá z administrativní budovy, sladovny, varny s kotelnou a strojovnou, budovy chladného hospodářství a hospodářské budovy čp. 1043.
Administrativní budova v severovýchodní části má podobu reprezentativní vily. Charakteristický je kontrast režného červeného zdiva s omítanými bílými články, hrázdění ve štítech rizalitů a členitá kombinovaná střecha s břidlicovou krytinou. Ve východním rohu budovy je terasa s arkádami, severovýchodní průčelí je zdobeno výrazným neorenesančním štítem. V polosuterénu se nacházel byt vrátného, sklepy, sklady a prádelna. K budově přiléhá vrátnice, ve zvýšeném přízemí se nacházely kanceláře, zasedací místnost, archiv a pivnice, v prvním patře pak byt sládka. Dochovala se původní zábradlí, dveře i dlažba.
Ve středním bloku areálu na sebe navazují varna, strojovna a kotelna. Doplňuje je dominantní štíhlá šestipatrová vodárenská věž obdélníkového půdorysu zakončená vysokou valbovou střechou.
Sladovna na půdorysu písmene U je vysoká budova o čtyřech nadzemních podlažích a jednom polosklepním podlaží. Fasáda kombinuje bílý vápenec a červené režné zdivo. V objektu byla umístěna humna a ječné půdy. Ke každé horizontální části je připojen věžový blok hvozdu – sušárny naklíčeného ječmene, kde probíhají poslední fáze výroby sladu.
V hospodářské budově čp. 1043 se původně nacházely konírny, místnost pro povozy, kantýna s kuchyní pro zaměstnance a v prvním patře byly byty.